# Közveszélyes munkakerülés
A közveszélyes munkakerülés (rövidítve: KMK) a 20. századi magyar jogrendszerben üldözött bűncselekmény, amely 1913–1989 között volt a hatályos jog része.

## Története
Az 1900-as évek elején felmerült az igény a munkátlan, dolgozni nem akaró, kolduló, csavargó tömegek helyzetének kezelésére: toloncházak helyett hatásosabbnak tartották a dologházak intézményét. Dologházat – ahol a napi munkaidő tíz óra volt – fogházak elkülönített részén létesítettek; férfiakra nézve a jászberényi királyi járásbirósági fogházat, nőkre nézve pedig a kalocsai királyi törvényszéki fogházat jelölték ki. A közveszélyes munkakerülésről szóló 1913. évi XXI. törvénycikk szerint „Az a keresetre utalt munkaképes egyén, aki munkakerülésből csavarog vagy egyébként munkakerülő életmódot folytat, kihágás miatt nyolc naptól két hónapig terjedhető elzárással büntetendő.” Ugyanez a törvény közveszélyes munkakerülésként büntette a tiltott szerencsejátékot és a prostituáltak futtatását / szexmunkát. Külföldieket az országból is kiutasíthattak, ha közveszélyes munkakerülőnek minősültek.
A Magyar Népköztársaságban a teljes körű foglalkoztatás volt a cél, ami pazarló munkaerő-gazdálkodáshoz és a gyárkapun belüli, rejtett munkanélküliséghez vezetett. A közveszélyes munkakerülés törvényileg büntetendő szabálysértés, illetve vétség volt, üldözése pedig fontos rendőri feladat. „Elkövetői a közbiztonságot, közrendet veszélyeztetik. Aki önhibájából nem dolgozik, többnyire bűnözővé válik, mert elemi életszükségleteinek kielégítésére más mód (eltartás, nyereség, örökség, stb.) aligha adódik.” 
Az 1978-ban elfogadott Büntető Törvénykönyv így rendelkezett a kmk-ról:
„Az a munkaképes személy, aki munkakerülő életmódot folytat, ha korábban közveszélyes munkakerülés vétsége vagy szabálysértése miatt megbüntették és a büntetés kitöltésétől vagy végrehajthatóságának megszűnésétől két év még nem telt el, vétséget követ el, és egy évig terjedő szabadságvesztéssel, javító-nevelő munkával vagy pénzbüntetéssel büntetendő. Mellékbüntetésként kitiltásnak is helye van.”
A Kádár-rendszerben évente 2–300 embert ítéltek el közveszélyes munkakerülésért és kétezer fölött volt azoknak a száma, akiket szabálysértési elzárásra ítéltek. Az 1984. évi 19. törvényerejű rendelet a munkakerülők „rendszeres munkára szoktatása” céljából bevezette a szigorított javító-nevelő munkát. Ezt követően a bírói ítélettel sújtott, úgynevezett közveszélyes munkakerülők száma kétezer fölé nőtt.
A közveszélyes munkakerülés az 1989. évi XXIII. törvény hatályba lépése óta nem bűncselekmény.

## Lásd még
- Lumpenproletariátus